# Międzynarodowa Organizacja Kawy
Międzynarodowa Organizacja Kawy, MOK (ang. International Coffee Organization, ICO; fr. Organisation Internationale du Café, OIC; hiszp. Organización Internacional del Café) – międzyrządowa organizacja zrzeszająca państwa eksportujące i importujące kawę. Powstała w 1963 dla ułatwienia współpracy międzynarodowej w tej dziedzinie handlu.
Państwa członkowskie reprezentują 99% światowej produkcji kawy i 67% światowej konsumpcji (według niektórych źródeł procent konsumpcji wynosi 83%).

## Historia
Międzynarodowa Organizacja Kawy (MOK, fr. Organisation Internationale du Café, OIC; hiszp. Organización Internacional del Café) rozpoczęła swoje działanie 27 grudnia 1963 roku w Londynie i była efektem podpisanej w 1962 roku Międzynarodowej Umowy w Sprawie Kawy (International Coffee Agreement – ICA). Z początku ustawa ta została podpisana na 5 lat, ale następnie była renegocjowana sześciokrotnie. Powstanie organizacji motywowane było nadwyżką produkcji i spadającymi cenami kawy pod koniec lat 50. Celem powstania organizacji było promowanie międzynarodowej konsumpcji kawy oraz poszukiwanie sposobów poprawy jakości, a także obniżenia kosztów jej produkcji, oraz ułatwienie współpracy międzynarodowej w tej dziedzinie handlu.

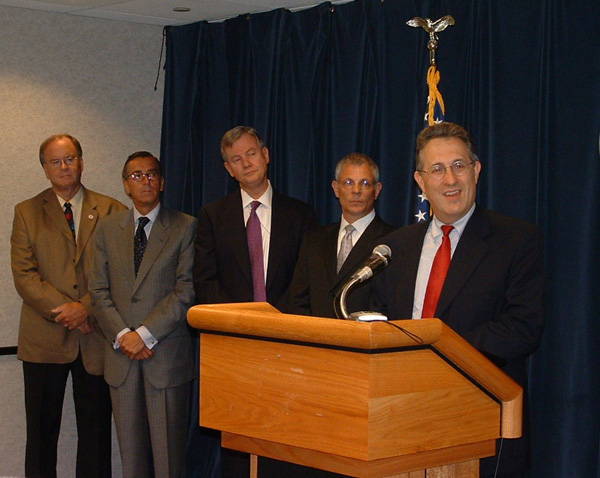
Asystent Sekretarza Stanów Zjednoczonych – Earl Anthony Wayne, ogłaszający ponowną chęć dołączenia Stanów Zjednoczonych do MOK (3 lutego 2005 roku)

### Międzynarodowe Umowy w Sprawie Kawy z roku 1962 i z roku 1968

#### Prace nad pierwszą umową
Prace nad powstaniem organizacji rozpoczęły się wraz z powstaniem International Coffee Study Group, której celem było rozważenie negocjacji międzynarodowej umowy obejmującej zarówno kraje eksportujące, jak i importujące. Rezultatem prac grupy analitycznej były udane negocjacje w siedzibie ONZ w Nowym Jorku, podczas których to udało się podpisać pierwszą Międzynarodową Umowę w Sprawie Kawy z 1962 roku.

#### Forma umowy
Umowa została zawarta na 5 lat i była po raz pierwszy renegocjowana w 1968 roku. Te dwie umowy zawierały postanowienia dotyczące stosowania systemu kwot, w ramach którego dostawy kawy przekraczające wymagania konsumentów zostały wycofane z rynku. Zainicjowano politykę produkcji i dywersyfikacji w celu ograniczenia nadmiernych dostaw kawy, a także rozpoczęto działania promocyjne w celu zwiększenia konsumpcji.
Funkcjonowanie tych umów pomogło w latach 1963–1972 utrzymać względnie stabilne ceny, a produkcja i konsumpcja stały się bardziej zrównoważone. Zmiany w strukturze podaży i popytu, powodujące wzrost cen, doprowadziły w 1973 roku do załamania systemu kwot, który spowodował potrzebę ponownego renegocjowania umowy.

### Międzynarodowa Umowa w Sprawie Kawy z 1976 roku
Na tle sytuacji rynkowej, radykalnie odmiennej od tej, która panowała podczas negocjacji umów z 1962 roku i 1968 roku powstał pomysł renegocjowania umowy. Finał negocjacji nad ustawą nastąpił w 1975 roku, a ustawa weszła w życie rok później.
Jej celem było wprowadzenie szeregu nowych postanowień, w celu wzmocnienia i poprawy funkcjonowania organizacji, a także utrzymanie wielu postanowień, które okazały się skuteczne podczas poprzednich umów.
Jedną z głównych nowych cech umowy z 1976 roku było to, że zezwalała ona na zawieszanie kwot, jeżeli ceny były zbyt wysokie, i ich ponowne wprowadzenie, jeśli ceny stały się zbyt niskie.

### Międzynarodowa Umowa w Sprawie Kawy z 1983 roku

#### Cechy ekonomiczne umowy z 1983 roku
Nowa umowa zawierała szereg punktów ekonomicznych:
- system kontyngentów eksportowych, funkcjonujący celu zapewnienia stabilności cen w przedziałach uzgodnionych przez członków eksportujących i importujących na posiedzeniach Międzynarodowej Rady Kawy;
- system kwot działał w taki sposób, że przy ustalaniu indywidualnych kwot, uwzględniano wyniki eksportowe z lat poprzednich oraz zapasy kawy przechowywane przez członków eksportujących;
- każdy eksport kawy przez członka musiał być objęty świadectwem pochodzenia;
- zapasy kawy w każdym państwie członkowskim były corocznie weryfikowane. Weryfikacja odbywała się pod koniec zbiorów;
- rada była zobowiązana do koordynacji polityki produkcyjnej w celu osiągnięcia rozsądnej równowagi między podażą i popytem;
- powstał specjalny fundusz na promocję konsumpcji, finansowany przez członków eksportujących. Kampanie promocyjne prowadzone były w krajach importujących.

Kontyngenty i kontrole obowiązywały do lutego 1986 roku, kiedy to ceny rynkowe przekroczyły punkt początkowy dla ich zawieszenia. Zgodnie z postanowieniami umowy, MOK nadal prowadziła pełny zakres swojej działalności. Po długich negocjacjach kwot, kontrole zostały przywrócone 6 października 1987 roku i obowiązywały do 4 lipca 1989 roku.
Ze względu na rekordowo niskie poziomy cen kawy umowa była kilkukrotnie przedłużana, aż do 1994 roku.

### Międzynarodowa Umowa w Sprawie Kawy z 1994 roku
Tym razem delegaci skoncentrowali się na wynegocjowaniu nowej umowy, która nie miała na celu regulowania cen kawy. Proces ten zakończył się pomyślnie negocjacjami w 1994 roku. Umowa weszła w życie 1 października 1994 roku.
MOK rozpoczęła również prowadzenie silnej polityki promocyjnej, np. poprzez koncert Vanessy-Mae, rozpowszechnianie materiałów edukacyjnych, opracowywanie corocznych festiwali kawy oraz poprzez program briefingów dla mediów.

### Międzynarodowa Umowa w Sprawie Kawy z 2001 roku
Tekst umowy został formalnie przyjęty przez Radę w dniu 27 września 2000 roku, a sama umowa weszła w życie tymczasowo od 1 października 2001 roku, a ostatecznie 17 maja 2005 roku.
Nowa umowa skupiała się przede wszystkim na poprawie warunków życia i pracy ludności zatrudnionej w sektorze kawy.

### Międzynarodowa Umowa w Sprawie Kawy z 2007 roku
Tekst siódmej Międzynarodowej Umowy w Sprawie Kawy został uzgodniony przez 77 członków Międzynarodowej Rady Kawy, zebranych 28 września 2007 roku w Londynie. Rada formalnie przyjęła ją Rezolucją nr 431, ustawa weszła w życie 2 lutego 2011.
Ogólnym celem umowy jest wzmocnienie globalnego sektora kawy i promowanie jego trwałej ekspansji w środowisku rynkowym dla poprawy wszystkich uczestników sektora. Nowe przepisy obejmują:
- Poszerzenie zakresu badań o zrównoważony rozwój, kawę i zdrowie;
- Jeżeli nie będzie można osiągnąć konsensusu w głosowaniu, przewidziano uproszczoną procedurę głosowania wymagającą 70% głosów każdej kategorii członków;
- Forum Konsultacyjne ds. Finansów w Sektorze Kawy[12], którego zadaniem jest ułatwianie konsultacji w kwestiach finansowych i zarządzania ryzykiem, ze szczególnym naciskiem na potrzeby małych i średnich producentów;
- Unia Europejska została określona jako jeden członek.

Umowa miała obowiązywać przez dziesięć lat, z możliwością przedłużenia o kolejne osiem lat. Jej okres obowiązywania ustalono na czas do 1 lutego 2021 roku.

### Międzynarodowa Umowa w Sprawie Kawy z 2021 roku
4 kwietnia 2021 roku, podczas 12. posiedzenia grupy roboczej Future of the ICA zaprezentowano projekt nowelizacji Międzynarodowej Umowy w Sprawie Kawy.

## Cele MOK
Misją MOK jest wzmocnienie globalnego sektora kawy i promowanie jego trwałej ekspansji w środowisku rynkowym.
Cele organizacji to:
- promowanie międzynarodowej współpracy w sprawach dotyczących kawy;
- stworzenie forum konsultacji międzyrządowych i z sektorem prywatnym w sprawach dotyczących kawy;
- zachęcanie członków do rozwijania sektora kawy w wymiarze gospodarczym, społecznym i ochrony środowiska naturalnego;
- stworzenie forum konsultacji służącego uzgadnianiu kwestii dotyczących warunków strukturalnych na rynkach międzynarodowych oraz długoterminowych tendencji w zakresie produkcji i konsumpcji pozwalających zrównoważyć popyt i podaż oraz uzyskać uczciwe ceny zarówno dla konsumentów, jak i producentów;
- ułatwienie ekspansji i przejrzystości międzynarodowego handlu wszystkimi rodzajami i formami kawy oraz propagowanie znoszenia barier handlowych;
- gromadzenie, rozpowszechnianie i publikowanie informacji ekonomicznych, technicznych i naukowych, danych statystycznych i opracowań, jak również wyników prac badawczo-rozwojowych w sprawach dotyczących kawy;
- promowanie rozwoju konsumpcji i rynków wszystkich rodzajów i form kawy, w tym w krajach produkujących kawę;
- opracowywanie i ocena projektów korzystnych dla członków i światowej gospodarki kawowej oraz pozyskiwanie funduszy na te projekty;
- promowanie jakości kawy w celu wzrostu zadowolenia klientów i uzyskiwania większych korzyści przez producentów;
- zachęcanie członków do opracowania odpowiednich procedur bezpieczeństwa żywności w sektorze kawy;
- promowanie programów szkoleniowych i informacyjnych opracowanych w celu wsparcia transferu technologii mających zastosowanie w sektorze kawy do państw członkowskich;
- zachęcanie członków do opracowywania i realizacji strategii na rzecz zapewnienia wspólnotom lokalnym i małym gospodarstwom rolnym większych korzyści z produkcji kawy, co przyczynić się może do zmniejszenia ubóstwa;
- ułatwienie dostępu do informacji na temat narzędzi i usług finansowych mogących stanowić pomoc dla producentów kawy, w tym dostępu do kredytów i wiedzy na temat zarządzania ryzykiem;
- poprawa jakości kawy, w ramach Coffee Quality-Improvement Programme[16].

## Organy MOK

### Organy zarządzające
- Międzynarodowa Rada Kawy[2] (ang. International Coffee Council) – najwyższy organ organizacji, składa się z przedstawicieli każdego z rządów członkowskich, jej spotkania odbywają się marcu i wrześniu, zatwierdza dokumenty strategiczne[17].

- Sekretariat – składa się z ekonomistów, statystyków i personelu pomocniczego, jest odpowiedzialny za realizację programu MOK[17].

- Rada Konsultacyjna Sektora Prywatnego (PSCB)[12] – składa się z 16 przedstawicieli spośród członków eksportujących i importujących, zajmuje się zrównoważonym rozwojem sektora kawy, a także kwestiami bezpieczeństwa i jakości dostaw[17].

- Dyrektor wykonawczy[2] – odpowiada przed Radą za zarządzanie i funkcjonowanie organizacji, a także za wykonywanie założeń porozumień i umów[17].

#### Lista dyrektorów wykonawczych MOK
| #  | Zdjęcie | Imię i nazwisko           | Od               | Do               |
| -- | ------- | ------------------------- | ---------------- | ---------------- |
| 1. |         | João Oliveira Santos      | 1963             | luty 1968        |
| 2. |         | Cyril C. Spencer          | marzec 1968      | marzec 1968      |
| 3. |         | Alexandre Fontana Beltrão | kwiecień 1968    | wrzesień 1994    |
| 4. |         | Celsius A. Lodder         | październik 1994 | luty 2002        |
| 5. |         | Néstor Osorio Londoño     | marzec 2002      | październik 2010 |
| 6. |         | José Dauster Sette        | październik 2010 | październik 2011 |
| 7. |         | Robério Oliveira Silva    | listopad 2011    | grudzień 2016    |
| 8. |         | José Dauster Sette        | 1 maja 2017      |                  |

### Komitety MOK
- Komitet ds. Projektów – przedstawia Radzie zalecenia dotyczące wszystkich kwestii związanych ze składaniem, oceną, zatwierdzaniem i finansowaniem nowych projektów, a także ich wdrażaniem[17].
- Komitet ds. Promocji i Rozwoju Rynku – przedstawia Radzie zalecenia dotyczące promocji konsumpcji kawy i zagadnień związanych z rozwojem rynku, w tym planów rozwoju rynku i promocji konsumpcji kawy[17].
- Komitet ds. Finansów i Administracji – przedkłada Radzie zalecenia w sprawach finansowych i administracyjnych, w tym w sprawie zatwierdzenia rocznego budżetu[17].
- Komitet ds. Statystyki – przedstawia Radzie zalecenia w kwestiach statystycznych, w tym informacje statystyczne dotyczące światowej produkcji, cen, eksportu, importu i reeksportu, dystrybucji i konsumpcji kawy[17].

### Światowa Konferencja Kawy
Światowa Konferencja Kawy odbywa się co cztery do pięciu lat. Tytuł oraz temat konferencji ustala Rada. Odbywa się w celu promocji organizacji oraz prezentacji postępów w realizacji założeń. Konferencja posiada swojego przewodniczącego, nieopłacanego przez MOK.

### Forum Konsultacyjne ds. Finansów w Sektorze Kawy
Forum Konsultacyjne ds. Finansów w Sektorze Kawy ułatwia konsultacje na tematy związane z finansami i zarządzaniem ryzykiem w sektorze kawy, ze szczególnym uwzględnieniem potrzeb małych i średnich producentów oraz lokalnych społeczności w obszarach produkcji kawy.

## Siedziba

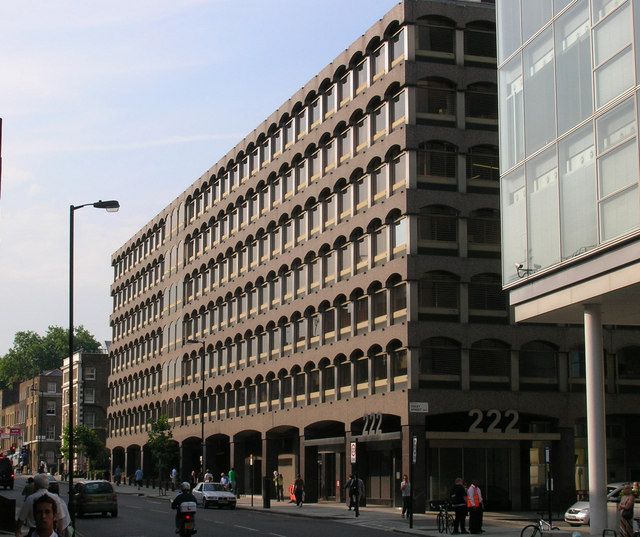
Budynek, w którym mieści się siedziba Międzynarodowej Organizacji Kawy

Siedziba MOK znajduje się w budynku przy 222 Gray’s Inn Road w Londynie w Wielkiej Brytanii.

## Członkostwo w MOK
Państwa członkowskie reprezentują 99% światowej produkcji kawy i 67% światowej konsumpcji (według niektórych źródeł procent konsumpcji wynosi 83%).

### Zobowiązania członków
1. Członkowie eksportujący przyjmują odpowiedzialność za zapewnienie właściwego wystawiania i wykorzystania świadectw pochodzenia zgodnie z regułami ustalonymi przez Radę[21];
2. Członkowie importujący zobowiązani są do regularnego dostarczania prawidłowych i dokładnych informacji na temat powrotnego wywozu, w formie i w sposób ustalony przez Radę[21].

### Przywileje członków
Każdy członek wyznacza jednego przedstawiciela do Rady, może także wyznaczyć jednego lub więcej zastępców. Członek może również wyznaczyć, dla swego przedstawiciela lub jego zastępców, jednego lub więcej doradców.

### Obecni członkowie
Stan członkowski w lutym 2020 roku wyniósł 49 państw – 43 członków eksportujących i 6 członków importujących. MOK obejmuje wszystkie państwa wchodzące w skład Unii Europejskiej, dlatego też jest liczona jako jeden członek.
Członkowie eksportujący
- Angola
- Boliwia
- Brazylia
- Burundi
- Kamerun
- Republika Środkowoafrykańska
- Kolumbia
- Kostaryka
- Wybrzeże Kości Słoniowej
- Kuba
- Demokratyczna Republika Konga
- Ekwador
- Salwador
- Etiopia
- Gabon
- Ghana
- Gwatemala
- Honduras
- Indie
- Indonezja
- Jemen
- Kenia
- Liberia
- Madagaskar
- Malawi
- Meksyk
- Nepal
- Nikaragua
- Panama
- Papua-Nowa Gwinea
- Peru
- Filipiny
- Rwanda
- Sierra Leone
- Tanzania
- Tajlandia
- Timor Wschodni
- Togo
- Uganda
- Wenezuela
- Wietnam
- Zambia
- Zimbabwe

Członkowie importujący
- Unia Europejska
- Japonia
- Norwegia
- Rosja
- Szwajcaria
- Tunezja

### Byli członkowie
Z członkostwa w MOK zrezygnowały 22 państwa.

#### Członkowie eksportujący
- Kongo
- Benin
- Dominikana
- Gwinea Równikowa
- Gwinea
- Haiti
- Jamajka
- Nigeria
- Paragwaj
- Sri Lanka
- Trynidad i Tobago

##### Państwa eksportujące obecnie nieistniejące
- Zair

#### Członkowie importujący
- Argentyna
- Australia
- Kanada
- Chile
- Cypr
- Fidżi
- Izrael
- Nowa Zelandia
- Turcja
- Singapur
- Stany Zjednoczone

##### Państwa importujące obecnie nieistniejące
- Federalna Republika Jugosławii
- Związek Socjalistycznych Republik Radzieckich
- Czechosłowacja